# Kaptschygai
Kaptschygai (kirgisisch Капчыгай) ist ein Dorf in Kirgisistan mit 613 Einwohnern (Stand 2024).

## Geographie
Das Dorf liegt im Rajon Batken des Oblus Batken. Es ist der Landgemeinde Ak-Sai untergeordnet. Das Dorf liegt im zentralen Teil des Oblus, am rechten  Ufer des Flusses Isfara gegenüber von Ak-Sai, das am linken Ufer liegt. Die Ortschaft befindet sich unmittelbar an der Grenze zur tadschikischen Enklave Woruch. 

## Bevölkerung
| Jahr | Einwohner |
| ---- | --------- |
| 2009 | 594       |
| 2015 | 687       |
| 2024 | 613       |

Anmerkung: 2009 Volkszählungsdaten, 2015, 2024 Fortschreibung